# El destino de la carne
El destino de la carne (en inglés, The Way of All Flesh) es una película de 1927 dirigida por Victor Fleming, con guion de Lajos Biró, Jules Furthman, Julian Johnson y Ernest Maas a partir de una historia de Perley Poore Sheehan. La película no está relacionada con la novela de Samuel Butler The Way of All Flesh, y no existe en la actualidad ninguna copia registrada del film.

## Reparto
- Emil Jannings - August Schilling
- Belle Bennett - Mrs. Schilling
- Phyllis Haver - La Tentadora
- Donald Keith - August, junior
- Fred Kohler - The Tough
- Philippe De Lacy - August, como niño
- Mickey McBan - Evald
- Betsy Ann Hisle - Charlotte
- Carmencita Johnson - Elizabeth
- Gordon Thorpe - Karl
- Jackie Combs - Heinrich
- Dean Harrell
- Anne Sheridan
- Nancy Drexel
- Dorothy Kitchen
- Philip Sleeman - ?

## Producción
La película es un melodrama protagonizado por Emil Jannings, Belle Bennett y Phyllis Haver. Jannings ganó el primer premio Óscar al mejor actor por su actuación en esta película y en La última orden (la única edición en la que se entregaron premios Óscar por múltiples actuaciones).

## Estado de conservación
No se conocen copias de esta película que hayan sobrevivido, haciendo de Jannings el único ganador de un Óscar del que no se tenga copia de la película en archivo alguno. También es la única película de Victor Fleming desaparecida.

## Argumento
En la historia, que arranca a comienzos de la primera década del siglo XX, Jannings interpreta a August Schiller, un empleado de banca de Milwaukee que vive contento con su empleo y su familia. Pero cuando los funcionarios del banco le piden que transporte 1000 dólares en valores a Chicago, conoce a una seductora rubia en el tren, que descubre lo que está llevando. Ella coquetea con él, le convence para que le compre una botella de champán, y lo lleva a un bar dirigido por un estafador. A la mañana siguiente se despierta solo en una habitación en ruinas, sin los valores. Schiller encuentra a la mujer, y después de rogarle que le devuelva el dinero, la intimida para que le dé los valores robados. Pero es golpeado hasta quedar inconsciente por el propietario del salón y la arrastra hasta las vías del tren cercanas.
Mientras el ladrón lo despoja de todo lo que podría conducir a su identificación, Schiller recupera la conciencia, y en la lucha el ladrón es lanzado en la trayectoria de un tren que se aproximaba y muere. Schiller huye, y en la desesperación está a punto a acabar con su propia vida, al descubrir por un periódico que está supuestamente muerto, pues han identificado el cuerpo destrozado del ladrón como el suyo propio. El tiempo pasa, y la historia se retoma veinte años más tarde. Schiller ha envejecido y aparece muy descuidado, empleado como recogedor de basura en un parque. Así, ve a su antigua familia ir a un cementerio y depositar una ofrenda floral en su tumba. Después de una escena en una tormenta de nieve de Navidad, Schiller recorre el camino a su antigua casa, donde se ve que el hijo al que había enseñado a tocar el violín es ahora un músico de éxito. Él se aleja, llevando en el bolsillo un dólar que su hijo le ha dado, no reconociendo que el viejo vagabundo es su padre.

## Versión
La película fue adaptada en 1940, protagonizada por Akim Tamiroff, Gladys George y William Henry.